# Erica Rossi
Erica Rossi (* 20. November 1955 in Bozen) ist eine ehemalige italienische Sprinterin, die sich auf den 400-Meter-Lauf spezialisiert hat. Sie zählte zu den erfolgreichsten Sprinterinnen ihres Landes in den 1980er Jahren und feierte ihren größten Erfolg mit dem Vizehalleneuropameistertitel über 400 Meter 1984 in Göteborg.

## Sportliche Laufbahn
Erste internationale Erfahrungen sammelte Erica Rossi vermutlich im Jahr 1980, als sie bei den Olympischen Sommerspielen in Moskau mit 52,98 s in der ersten Runde über 400 Meter ausschied und mit der italienischen 4-mal-400-Meter-Staffel mit 3:46,2 min nicht über den Vorlauf hinauskam. Im Jahr darauf schied sie bei den Halleneuropameisterschaften in Grenoble mit 52,81 s im Halbfinale über 400 Meter aus und im Juli schied sie bei der Sommer-Universiade in Bukarest mit 53,68 s im Vorlauf aus. Daraufhin belegte sie beim IAAF World Cup in Rom in 52,50 s den fünften Platz über 400 Meter und gelangte mit der Staffel mit 3:36,50 min auf Rang sechs. 1982 kam sie bei den Europameisterschaften in Athen mit 52,01 s nicht über den Vorlauf über 400 Meter hinaus und belegte mit der 4-mal-100-Meter-Staffel in 43,99 s den sechsten Platz. Im Jahr darauf belegte sie bei den Studentenweltspielen in Edmonton in 53,99 s den achten Platz über 400 Meter und gelangte mit der 4-mal-100-Meter-Staffel mit 44,36 s auf Rang vier. Anschließend schied sie bei den erstmals ausgetragenen Weltmeisterschaften in Helsinki mit 53,88 s im Viertelfinale über 400 Meter aus und verpasste mit der 4-mal-100-Meter-Staffel mit 44,46 s den Finaleinzug. Daraufhin gewann sie bei den Mittelmeerspielen in Casablanca in 53,83 s die Silbermedaille über 400 Meter hinter der Französin Raymonde Naigre und siegte mit der 4-mal-400-Meter-Staffel in 3:33,63 min. 1984 gewann sie bei den Halleneuropameisterschaften in Göteborg in 52,37 s die Silbermedaille hinter der Tschechoslowakin Taťána Kocembová. Anschließend schied sie bei den Olympischen Sommerspielen in Los Angeles mit 53,04 s in der ersten Runde über 400 Meter aus und kam mit der Staffel mit 3:30,82 min im Finale auf Rang sechs. 
1985 belegte sie bei den Halleneuropameisterschaften in Piräus in 52,59 s den vierten Platz über 400 Meter und wurde im Oktober beim IAAF World Cup in Canberra in 3:28,47 min Dritte in der 4-mal-400-Meter-Staffel. Im Jahr darauf belegte sie bei den Halleneuropameisterschaften in Madrid mit 53,67 s im Halbfinale über 400 Meter aus und im Sommer schied sie bei den Freiluft-Europameisterschaften in Stuttgart mit 53,22 s ebenfalls im Semifinale aus. Zudem belegte sie dort in 3:32,30 min den fünften Platz im Staffelbewerb. 1987 kam sie bei den Weltmeisterschaften in Rom mit der Staffel mit 3:31,72 min nicht über den Vorlauf hinaus. Kurz darauf gewann sie bei den Mittelmeerspielen in Latakia in 53,57 s die Silbermedaille hinter der Französin Nathalie Simon und mit der Staffel verteidigte sie in 3:32,14 min ihren Titel. Im Jahr darauf schied sie bei den Halleneuropameisterschaften in Budapest mit 2:10,99 min in der ersten Runde im 800-Meter-Lauf aus und benndete im selben Jahr ihre aktive sportliche Karriere im Alter von 33 Jahren.
In den Jahren von 1976 bis 1985 und 1987 wurde Rossi italienische Meisterin im 400-Meter-Lauf sowie 1985 auch über 800 Meter. Zudem wurde sie 1982 und 1983 Hallenmeisterin im 200-Meter-Lauf sowie 1980 und 1981 sowie von 1984 bis 1986 und 1988 über 400 Meter.

## Persönliche Bestzeiten
- 200 Meter: 23,79 s, 14. September 1982 in Rom
- 400 Meter: 52,01 s, 7. September 1982 in Athen
  - 400 Meter (Halle): 52,37 s, 4. März 1994 in Göteborg
- 800 Meter: 2:04,53 min, 7. September 1985 in Rom
  - 800 Meter (Halle): 2:10,99 min, 5. März 1988 in Budapest